# エリック・セラ
エリック・セラ（Éric Serra 1959年9月9日 - ）は、フランス・パリ出身の作曲家。
リュック・ベッソン監督作品の音楽や、『007 ゴールデンアイ』の音楽で有名。
父クロード・セラは1950年代から60年代にかけてフランスで有名なソングライターだった。11歳でギターを始めたのをきっかけに音楽の道に入る。

## 主な作品
- 最後の戦い Le Dernier Combat (1983)
- サブウェイ Subway (1985)
- 神風 Kamikaze (1986)
- グラン・ブルー Le Grand Bleu (1988)
- ニキータ Nikita (1990)
- アトランティス Atlantis (1991)
- レオン Léon (1994)
- 007 ゴールデンアイ GoldenEye (1995)
- フィフス・エレメント The Fifth Element (1997)
- ジャンヌ・ダルク The Messenger: The Story of Joan of Arc (1998)
- WASABI Wasabi (2001)
- ローラーボール Rollerball (2002)
- バレット モンク Bulletproof Monk (2003)
- バンディダス Bandidas (2006) 劇場未公開
- アーサーとミニモイの不思議な国 Arthur et les Minimoys (2006)
- アーサーと魔王マルタザールの逆襲 Arthur et la Vengeance de Maltazard (2009)
- アデル/ファラオと復活の秘薬 Les Aventures extraordinaires d'Adèle Blanc-Sec (2009)
- アーサーとふたつの世界の決戦 Arthur 3: La Guerre des deux mondes (2010) 劇場未公開
- The Lady アウンサンスーチー ひき裂かれた愛 The Lady (2011)
- LUCY/ルーシー LUCY (2014)
- ネイビーシールズ ナチスの金塊を奪還せよ! Renegades (2017)
- ANNA/アナ Anna (2019)
- DOGMAN ドッグマン Dogman (2023)